# Yvon Labre
Yvon Jules Labre (* 29. listopadu 1949 v Greater Sudbury, Ontario) je bývalý kanadský hokejový obránce a trenér.

## Hráčská kariéra
Svou hokejovou kariéru začal v kanadské juniorské lize Ontario Hockey Association, nejprve jako Junior B za tým Markham Waxers a později kdy dosáhl 18 let hrál za Toronto Marlboro.
Po roce v Baltimore Clippers v American Hockey League, přišel v sezóně 1970/71 do týmu Pittsburgh Penguins, který ho draftoval v roce 1969 ve 4. kole (celkově 38.). V následujících letech hrál převážně v Hershey Bears v AHL a v sezoně 1973/74 odehrál 16 zápasů za Penguins. Za Penguins odehrál celkem 37 zápasů v nichž vstřelil dva góly.
V roce 1974 odešel do nového týmu Washington Capitals kde si vzal číslo 7. Prvních dvanácti odehraných zápasech za Capitals si vysloužil pozornost v týmu. K prvnímu domácímu vítězství pomohl v zápase proti Los Angeles Kings, když vstřelil gól brankáři Rogatien Vachon. V Capitals se stal nejpopulárnějším hráčem, když dělal rozvojový program pro děti a mládež. Ve skutečnosti působil v nejslabším týmů v NHL. Po sezóně 1975/76 ho sužovalo zranění. V jeho posledních čtyřech sezónách neodehrál moc zápasů. Ve věku 32 let ho přinutilo ukončit kariéru zranění kolena. Na jeho počest bylo číslo 7 vyřazeno a byl jediným hráčem který hrál v Capitals s číslem 7.

## Trenérská kariéra
V sezóně 1982/1983 dělal asistenta hlavního trenéra v Capitals.

## Ocenění a úspěchy
- jeho číslo 7 bylo ve Washington Capitals v roce 1980 vyřazeno.
- zahrál jsi v NHL Winter Classic 2011

## Prvenství
- Debut v NHL - 22. listopadu 1970 (Boston Bruins proti Pittsburgh Penguins)
- První asistence v NHL - 5. února 1971 (St. Louis Blues proti Pittsburgh Penguins)
- První gól v NHL - 13. února 1971 (Pittsburgh Penguins proti Chicago Blackhawks)

## Klubové statistiky
| Sezóna       | Klub                | Soutěž       |     | Základní část | Základní část | Základní část | Základní část | Základní část |   | Play off | Play off | Play off | Play off | Play off |
| Sezóna       | Klub                | Soutěž       | Z   | G             | A             | B             | TM            | Z             | G | A        | B        | TM       |          |          |
| 1966/1967    | Markham Waxers      | OHA-B        | 32  | 0             | 14            | 14            |               | —             | — | —        | —        | —        |          |          |
| 1967/1968    | Toronto Marlboros   | OHA          | 43  | 4             | 8             | 12            | 107           | 5             | 0 | 0        | 0        | 12       |          |          |
| 1968/1969    | Toronto Marlboros   | OHA          | 54  | 1             | 16            | 17            | 185           | 6             | 1 | 1        | 2        | 26       |          |          |
| 1969/1970    | Baltimore Clippers  | AHL          | 64  | 1             | 8             | 9             | 11            | 5             | 0 | 2        | 2        | 38       |          |          |
| 1970/1971    | Amarillo Wranglers  | CHL          | 42  | 2             | 9             | 11            | 125           | —             | — | —        | —        | —        |          |          |
| 1970/1971    | Pittsburgh Penguins | NHL          | 21  | 1             | 1             | 2             | 19            | —             | — | —        | —        | —        |          |          |
| 1971/1972    | Hershey Bears       | AHL          | 59  | 3             | 9             | 12            | 134           | 4             | 2 | 1        | 3        | 20       |          |          |
| 1972/1973    | Hershey Bears       | AHL          | 72  | 9             | 29            | 37            | 170           | 7             | 1 | 3        | 4        | 35       |          |          |
| 1973/1974    | Hershey Bears       | AHL          | 56  | 6             | 23            | 29            | 135           | 14            | 1 | 5        | 6        | 42       |          |          |
| 1973/1974    | Pittsburgh Penguins | NHL          | 16  | 1             | 2             | 3             | 13            | —             | — | —        | —        | —        |          |          |
| 1974/1975    | Washington Capitals | NHL          | 76  | 4             | 23            | 27            | 182           | —             | — | —        | —        | —        |          |          |
| 1975/1976    | Washington Capitals | NHL          | 80  | 2             | 20            | 22            | 146           | —             | — | —        | —        | —        |          |          |
| 1976/1977    | Washington Capitals | NHL          | 62  | 3             | 11            | 14            | 169           | —             | — | —        | —        | —        |          |          |
| 1977/1978    | Hershey Bears       | AHL          | 21  | 1             | 6             | 7             | 72            | —             | — | —        | —        | —        |          |          |
| 1977/1978    | Washington Capitals | NHL          | 22  | 0             | 8             | 8             | 41            | —             | — | —        | —        | —        |          |          |
| 1978/1979    | Washington Capitals | NHL          | 51  | 1             | 13            | 14            | 80            | —             | — | —        | —        | —        |          |          |
| 1979/1980    | Washington Capitals | NHL          | 18  | 0             | 5             | 5             | 38            | —             | — | —        | —        | —        |          |          |
| 1980/1981    | Washington Capitals | NHL          | 25  | 2             | 4             | 6             | 25            | —             | — | —        | —        | —        |          |          |
| Celkem v NHL | Celkem v NHL        | Celkem v NHL | 371 | 14            | 87            | 101           | 788           | —             | — | —        | —        | —        |          |          |